# Aviation légère de l'Armée de terre
Pour les articles homonymes, voir ALAT.
L'aviation légère de l'Armée de terre (ALAT) est une composante de l'Armée de terre française.
Elle est historiquement issue de l'artillerie dont elle constituait en 1952 les moyens d'aviation sous le nom d'aviation légère d'observation d'artillerie (ALOA). L'ALAT devient une arme distincte de l'artillerie en 2003.
Cette aviation légère militaire utilise principalement des hélicoptères dont les différents rôles sont l'éclairage des forces au sol (chars et infanterie), le repérage de cibles pour l'artillerie, le combat contre les éclaireurs adverses, le combat (par exemple antichar), le ravitaillement, ainsi que la dépose et la récupération de soldats en zone ennemie. Elle sert principalement à l'appui des troupes au sol. Elle regroupe environ 70 % des hélicoptères de l'Armée française.

## Historique

### Origines

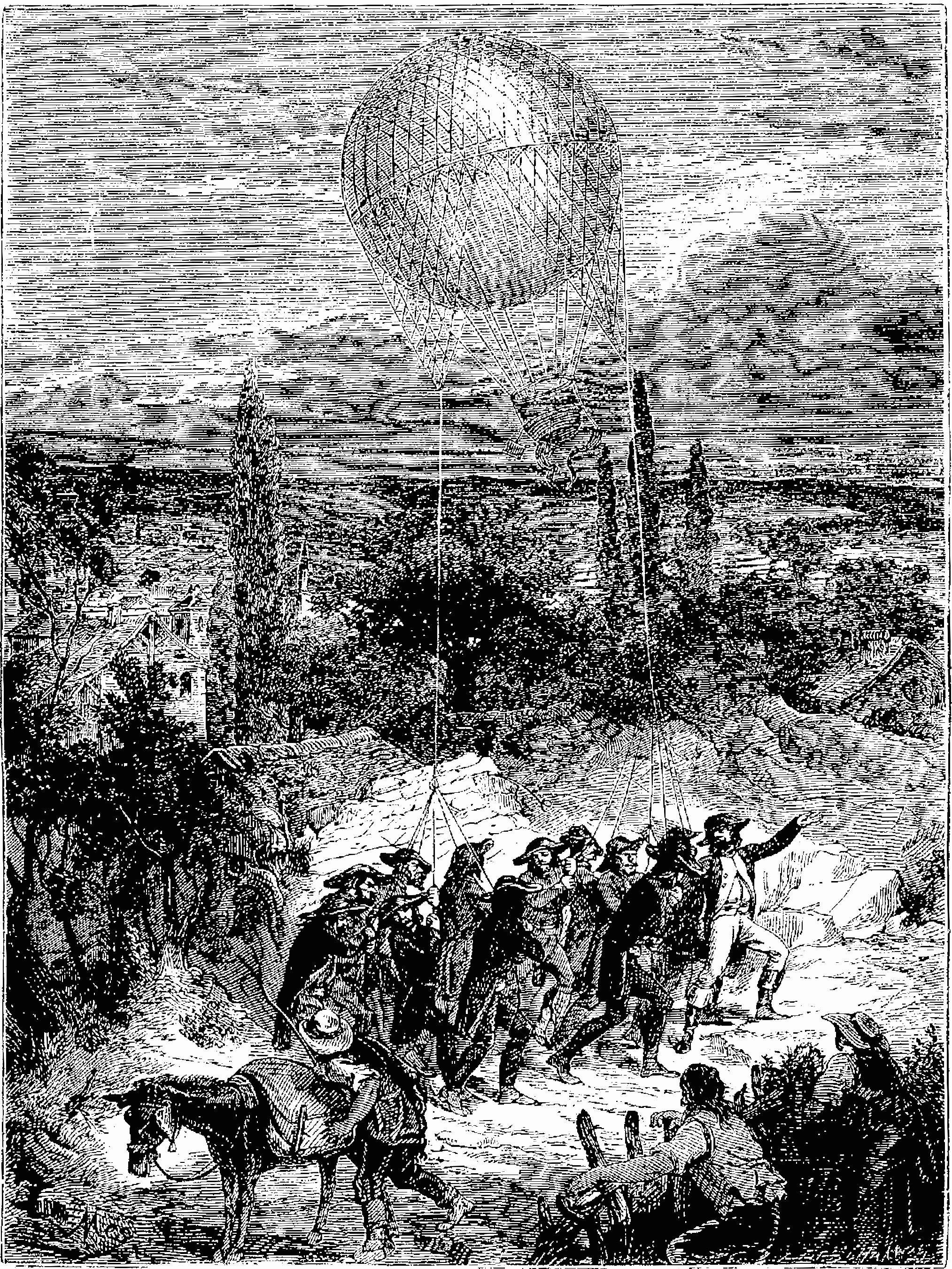
Transport du ballon l’Entreprenant, de Maubeuge à Charleroi en 1794.

La notion de groupe aérien de reconnaissance puis de soutien d'artillerie est ancienne : la compagnie d'aérostiers a été créée en 1794 par l'armée révolutionnaire française. Elle comprenait des montgolfières dont la mission était d'observer l'ennemi pour renseigner l'armée et aider au placement de l'artillerie. Elle constitue la première unité aérienne militaire au monde.

### Débuts de l'aviation militaire

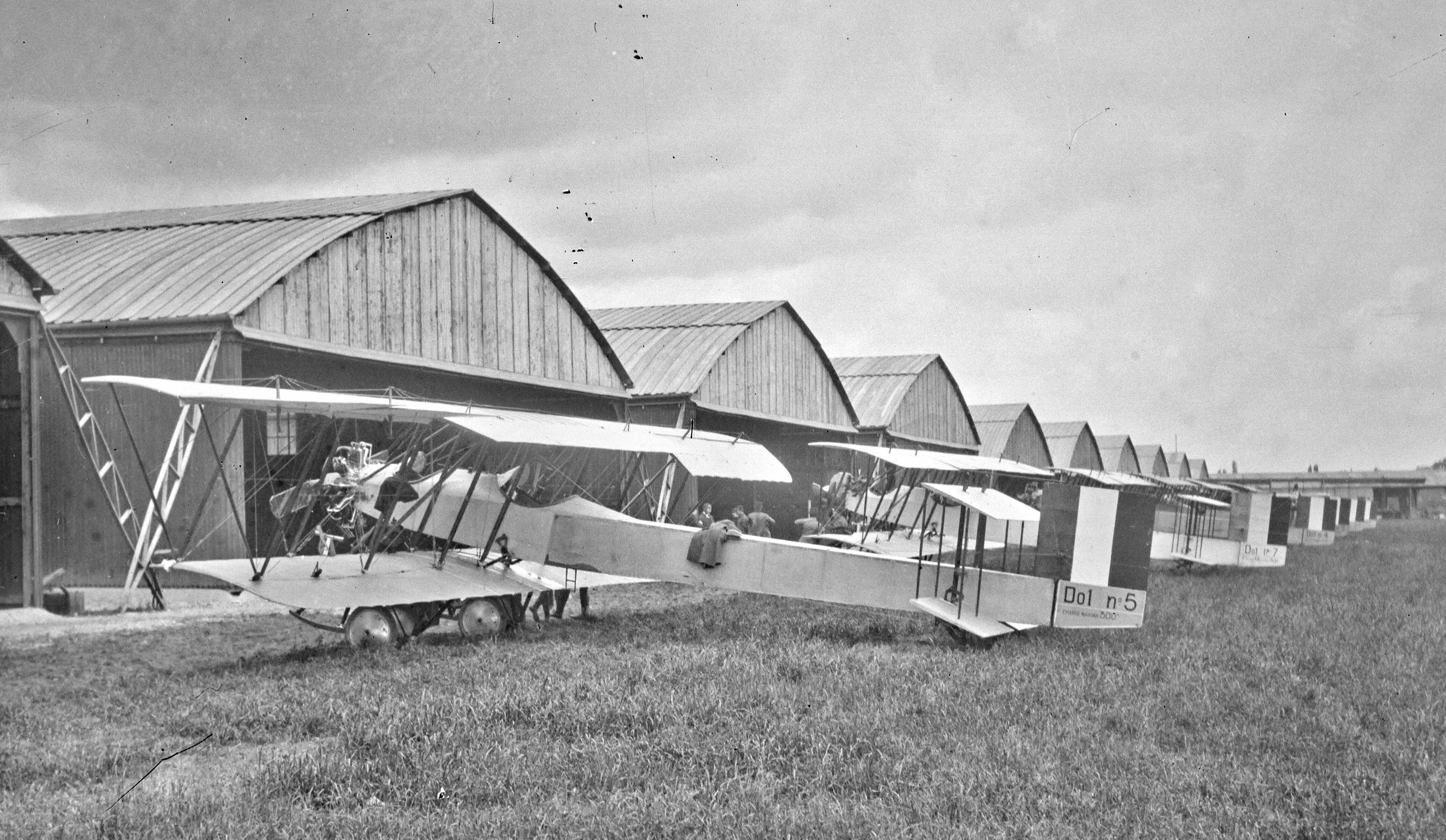
Avions Dorand DO.1 alignés à Dijon en 1914.

L'aviation militaire apparaît au tout début de la Première Guerre mondiale ; elle dépend de l'Armée de terre et dans une moindre mesure, de la Marine nationale. L'Armée de l'air est créée en 1934. Le rôle de l'aviation militaire était uniquement l'observation puis ultérieurement le guidage d'artillerie. Le premier haut fait de cette arme nouvelle, dont l'apport a peut-être été décisif, a eu lieu le 3 septembre 1914 : des avions d'observation de l'escadrille REP 15, rattachés à la 6e armée (Maunoury), rendent compte que « les colonnes de von Kluck filent vers le sud-est […]. Il ne peut plus être question d'une attaque sérieuse vers Paris. » L'espoir venait de renaître dans le camp français, renforcé par les rapports concordant des avions du corps expéditionnaire britannique. Dans les heures qui suivent, les aviateurs repèrent minutieusement les différents corps d'armée allemands. Un trou s'est formé entre la Ire armée (von Kluck) et la IIe armée (von Bülow). Les rapports parviennent à Joffre qui profite sans plus attendre de cette possibilité. Le 6 septembre 1914, la bataille de la Marne interrompt définitivement l'avancée allemande.

### Début duXXesiècle
L'aviation légère de l'Armée de terre se développe entre les deux guerres mondiales. Après la création de l'Armée de l'air, l'Armée de terre installe de nouveau des Groupes d'Observation d'Artillerie (GOA), en 1937. Les besoins de secours sanitaires au plus proche des troupes favorisent l'introduction de l'hélicoptère dont les performances sont reconnues à l'issue de la Seconde Guerre mondiale.

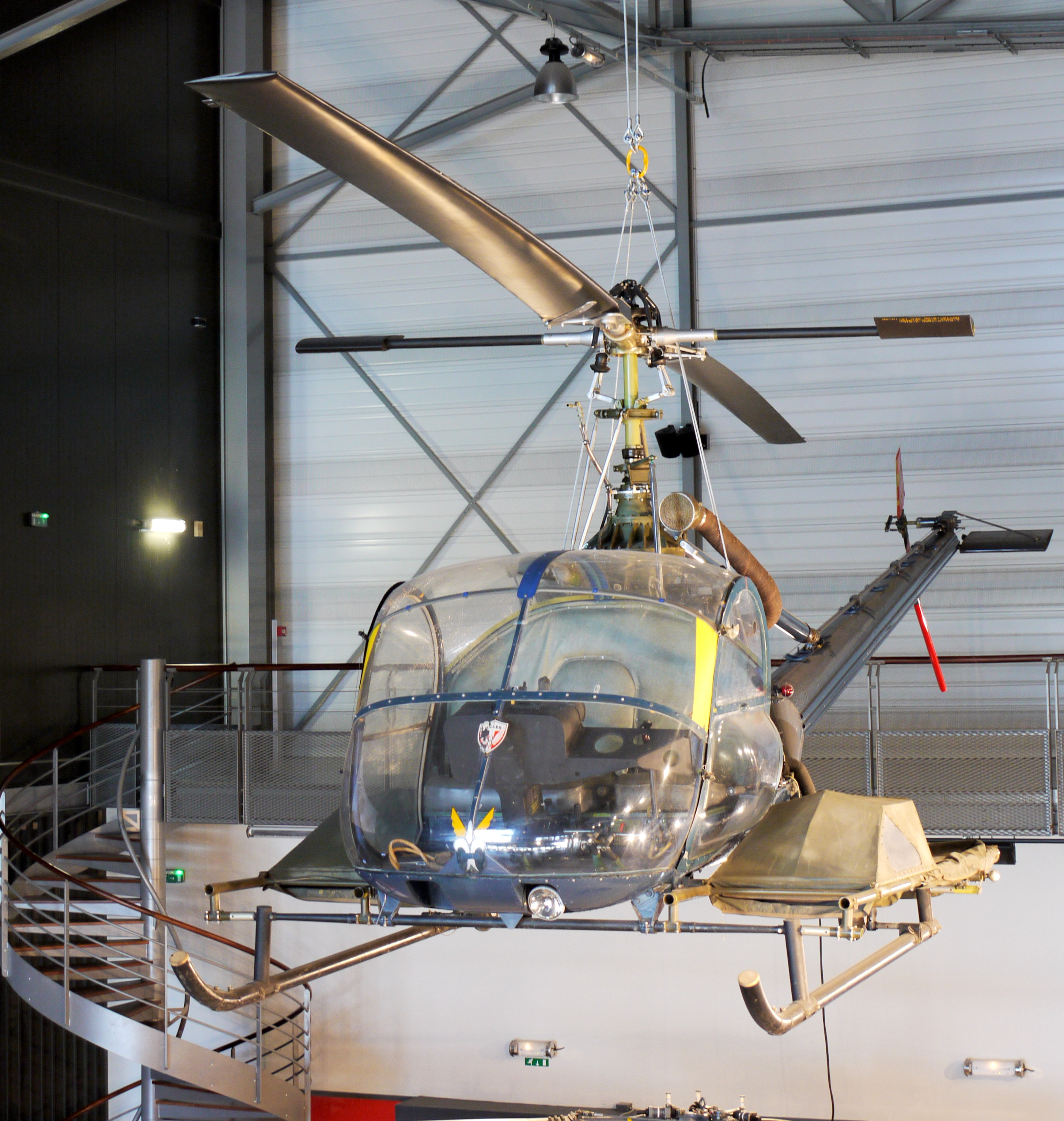
Hiller 360 au Musée de l'Air et de l'Espace du Bourget.

Les groupes aériens d'observation d'artillerie (GAOA) sont créés au lendemain de la Seconde Guerre mondiale et s'illustrent au cours de la guerre d'Indochine. L'Armée de l'air se dote d'hélicoptères américains Hiller 360 pour les évacuations sanitaires à Saïgon.

### Guerre d'Algérie

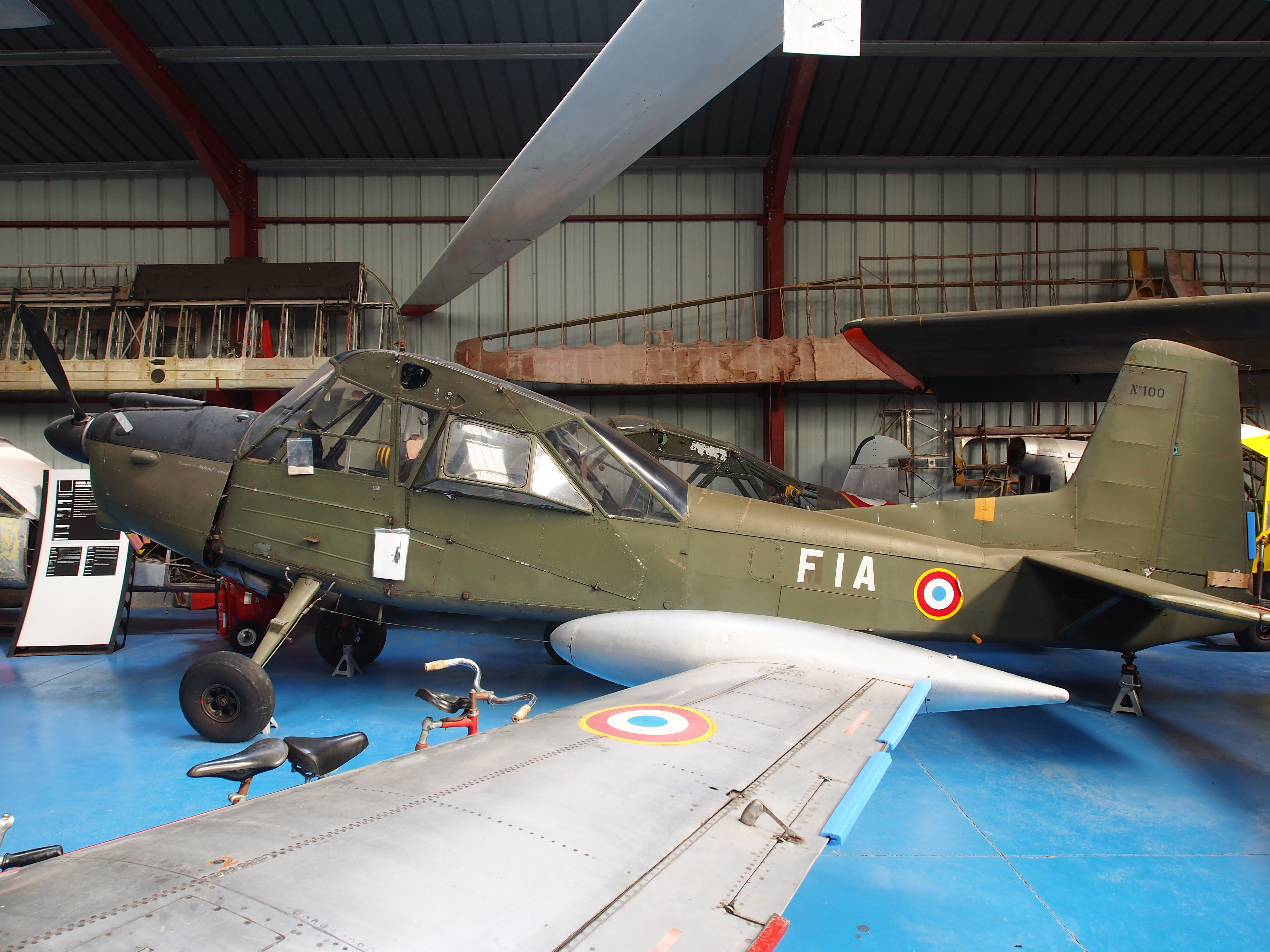
Nord 3400 au Musée de l'Épopée de l'Industrie et de l'Aéronautique, à Albert (Somme).

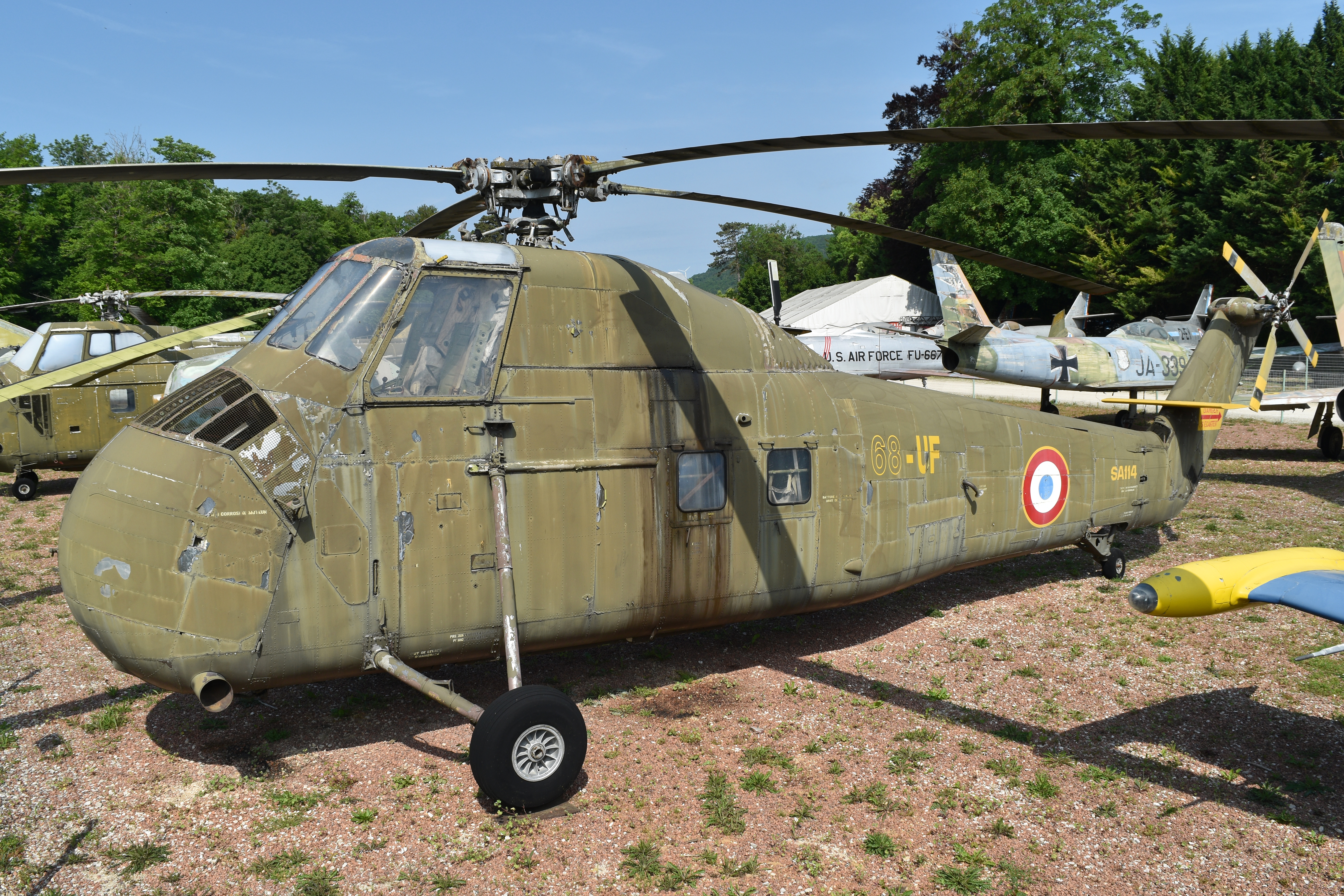
Sikorsky H-34A construit sous licence par Sud-Aviation pour l'ALAT.

L'Aviation Légère d'Observation d'Artillerie (ALOA) est instituée par décret, le 3 mars 1952. Le 30 juin 1953, l’Armée de terre prend le commandement de l’ensemble des formations d’ALOA et les éléments "Air" correspondants sont dissous. Avec sa création, le 22 novembre 1954, l'ALAT utilise de nombreux avions d’observations : Piper L-18, Cessna L-19, SNCAC NC.856 Norvigie remplacé par des Nord 3400 Norbarbe reçus à 150 unités entre 1959 et 1961, soit 695 avions légers en 1960. Elle est aussi dotée d'hélicoptères armés (dont certaines Alouette II reçues à 229 unités) couplés à des hélicoptères de transport Vertol H-21 « Banane », Sikorsky H-19 et Sikorsky H-34 durant la guerre d'Algérie. Ces derniers déposent des troupes en secteurs contrôlés par l'ennemi. Ces pratiques donnent naissance aux tactiques de guerre aéromobile toujours en vigueur aujourd'hui.
Après les expérimentations américaines du couple hélicoptère de combat/missile antichar durant les dernières phases de la guerre du Viêt Nam puis à l'occasion des manœuvres de l'OTAN, l'ALAT se dote également des unités spécialisées dans ce domaine pour lutter contre la menace blindée du pacte de Varsovie.

### De 1962 à 1980
À compter de 1962, les unités se disséminent dans le territoire national.
En 1975, l'ALAT compte 500 officiers, 2 500 sous-officiers et 3 500 militaires du rang soit 2 % des effectifs de l'Armée de terre.
Son parc aérien représente à cette date une centaine d'avions : des Cessna L-19 progressivement retirés du service et remplacés par des hélicoptères et 560 hélicoptères (190 Alouette II, 70 Alouette III, 130 SA.330 Puma, 170 SA.341 Gazelle auxquels s'ajoutent 110 SA.341 à livrer).
Puis[Quand ?] elle regroupe 360 hélicoptères légers dont 170 Gazelle de reconnaissance, 180 hélicoptères anti-char dont 110 Gazelle HOT (ces missiles entrant en service à partir de 1978) et 140 hélicoptères de manœuvre Puma. Elle effectue 170 000 heures de vol dont 11 000 de nuit.
Les régiments d'hélicoptères de combat (ou RHC) apparaissent en 1977.

### Depuis 1980

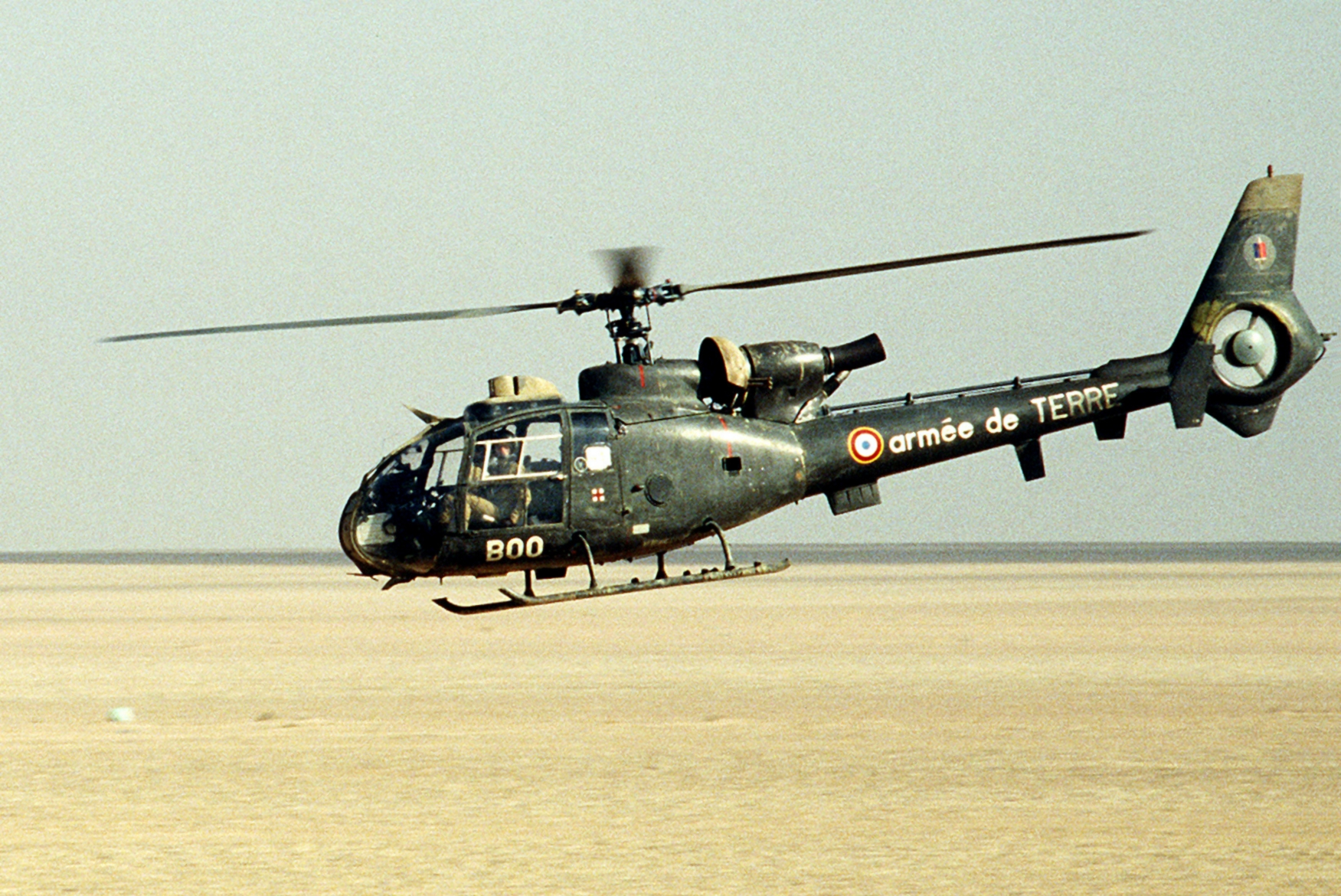
Une SA.341F2 Gazelle de l'ALAT durant l'opération Daguet.

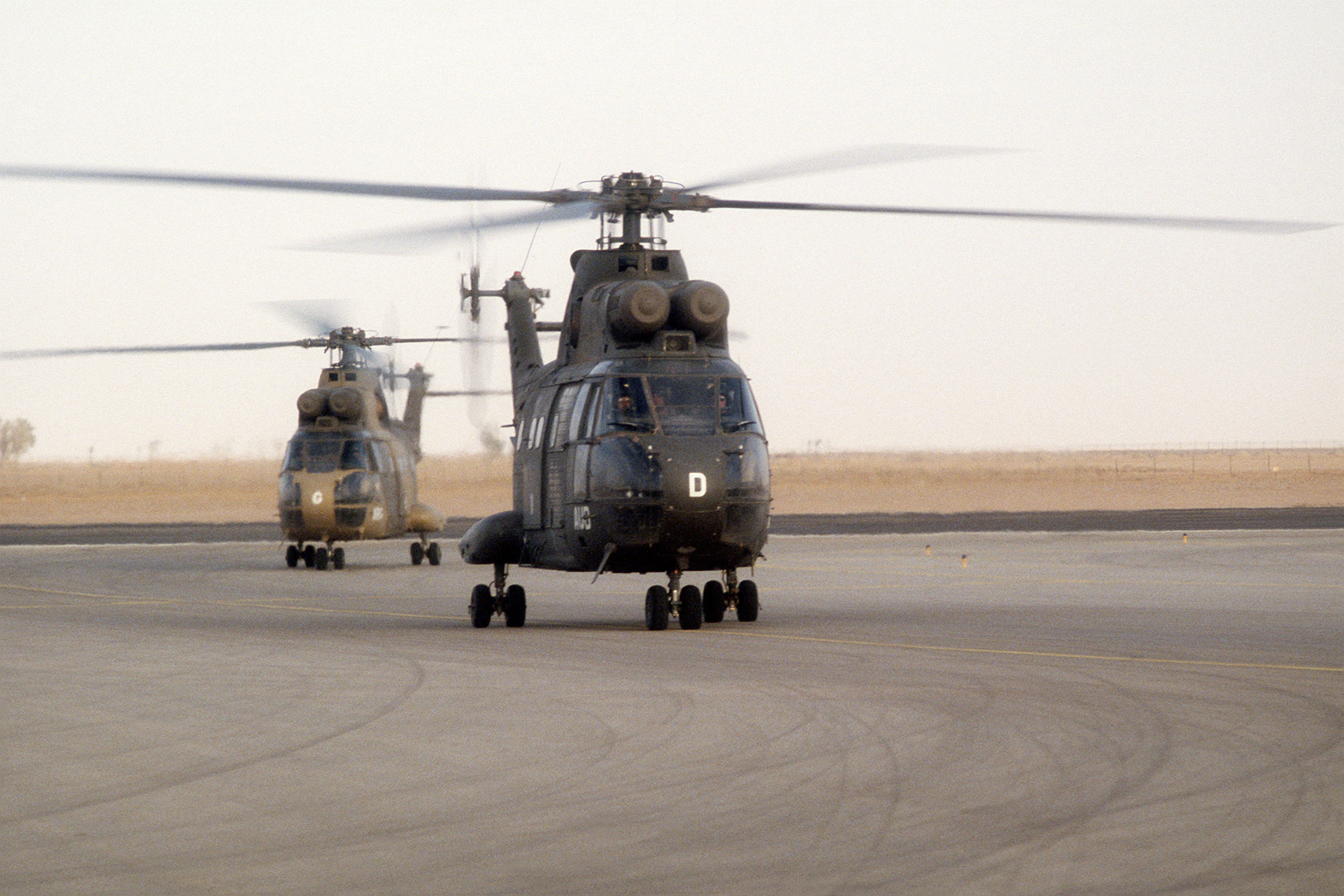
Deux SA.330 Puma en Arabie Saoudite durant l'opération Daguet.

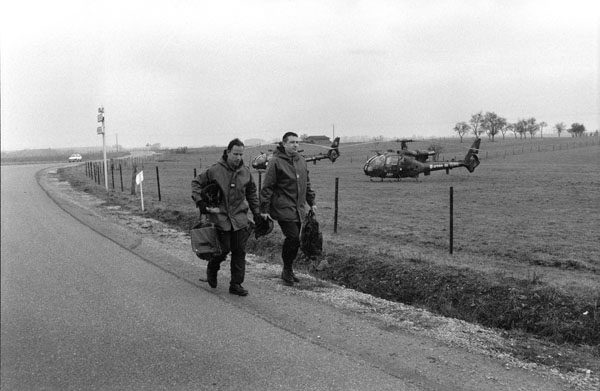
Exercices de manœuvre du 6e R.H.C.M, Haute-Marne, 1997.

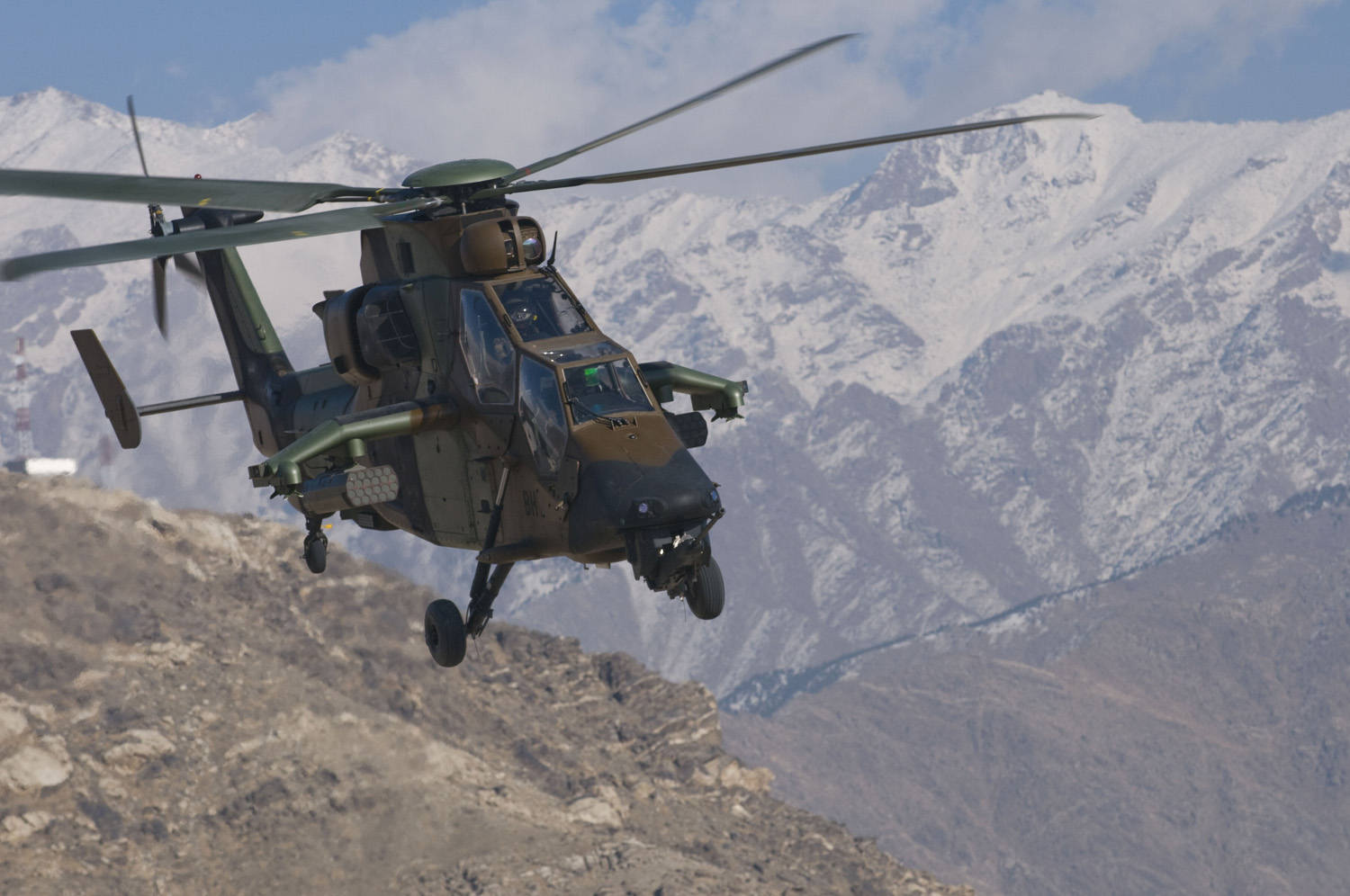
EC-665 Tigre de l'ALAT durant un exercice de tir franco-américain depuis la base opérationnelle avancée Morales-Frazier le 23 janvier 2011 en Kapissa (Afghanistan).

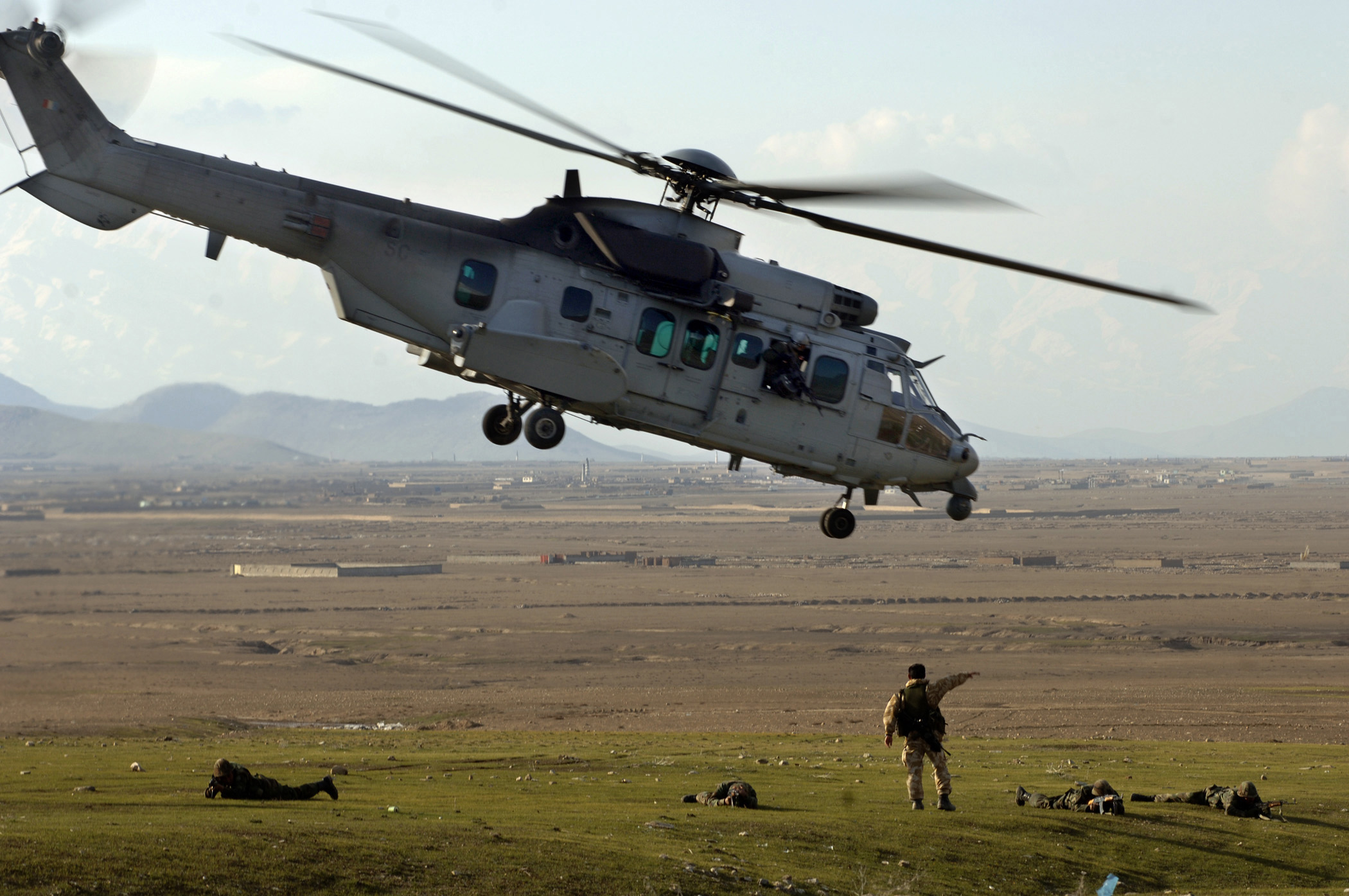
Un EC-725 Caracal de l'ISAF en Afghanistan. Huit sont en service.

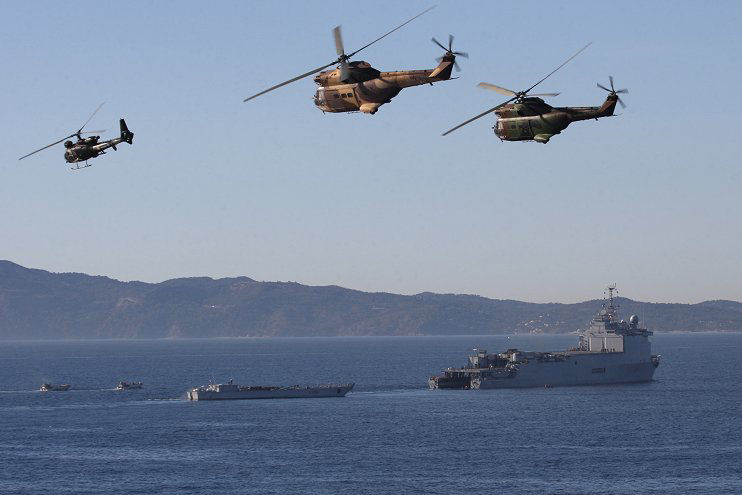
Le TCD Foudre, l'EDIC Rapière, 2 chalands de transport de matériel et des hélicoptères de l'Armée de terre, pendant l'exercice Écume éternelle, le 7 février 2008.

Au début des années 1980, l'Armée de terre constitue une brigade aéromobile expérimentale (BAE) comportant deux régiments d'hélicoptères de combat et le 1re régiment d'infanterie (régiment de combat aéromobile). Elle devient la 4e division aéromobile (4e DAM) en 1985 et se trouve renforcée d'un troisième régiment d'hélicoptères de combat, d'un régiment d'hélicoptères de commandement et de manœuvre (RHCM) ainsi que d'un régiment de soutien aéromobile (RSAM). En plus des régiments de cette division unique en son genre, chacun des trois corps d'armée compte un régiment d'hélicoptères de combat.
Lors de l'opération Daguet, 132 hélicoptère de l'ALAT sont déployés, ce qui en fait la deuxième force aéromobile de la coalition : 88 Gazelle (60 armées de missiles Hot, 14 de reconnaissance et 14 SA341F canon, 3 de ces dernières sont adaptés sur place pour l'emport de missiles Mistral pour une capacité air-air) et 38 Puma (dont le prototype SA 330B Puma Orchidée/HORUS équipé d'un radar de surveillance du champ de bataille). En date de 2025, cela reste de loin le plus important déploiement en opération extérieure (OPEX).
La 3e brigade aéromobile, constituée de deux régiments d'hélicoptères, est créée le 1er juillet 1995. En cas de crise, elle est chargée de mettre en place le groupement de sûreté et d'intervention. La brigade est dissoute deux années plus tard en 1997.
La 4e division aéromobile devient la 4e brigade aéromobile en 1999 dans le cadre de la professionnalisation des armées. Elle est dissoute en 2010. Les trois régiments d'hélicoptères qui la composaient sont alors directement rattachés à la division aéromobilité du commandement des forces terrestres.
Le 7 octobre 2003, l'ALAT devient l'une des armes de l'Armée de terre (arrêté 726, du 1er juillet 2003, BOC/PP no 30 du 21 juillet 2003).
La 4e brigade d'aérocombat (4e BAC) est réactivée en juillet 2016. Elle regroupe trois des quatre régiments d'hélicoptères de l'Armée de terre et le régiment de soutien aéromobile. Le 4e régiment d'hélicoptères des forces spéciales est pour sa part subordonné au commandement des actions spéciales terre.
L'ALAT participe à quasiment tous les engagements militaires ainsi qu'humanitaires français dans le monde : guerre d'Indochine, guerre d'Algérie, guerre du Golfe, conflit du Liban, du Tchad, indépendance du Territoire français des Afars et des Issas, guerre en Somalie, guerre de Bosnie-Herzégovine, guerre du Kosovo, occupation indonésienne du Timor oriental, maintien de la paix en République de Côte d'Ivoire, aide humanitaire en Indonésie, guerre d'Afghanistan, intervention militaire de 2011 en Libye.
Le 1er août 2025, le commandement de l'aviation légère de l'Armée de terre quitte Vélizy-Villacoublay, où il était basé depuis 1967, pour s'installer à Metz, dans la caserne Ney,.

## Organisation

### Organigramme fin 2010

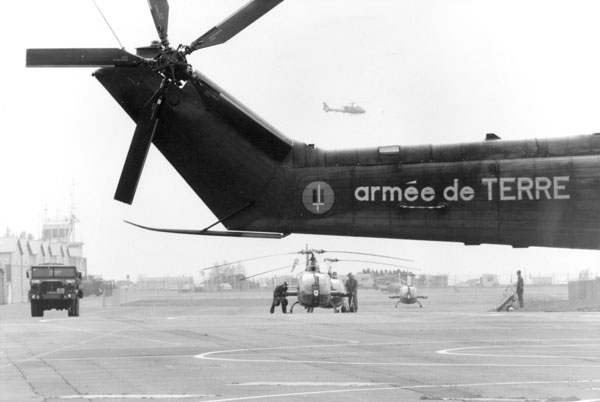
La piste d'envol du 6e RHCM à Compiègne en 1997.

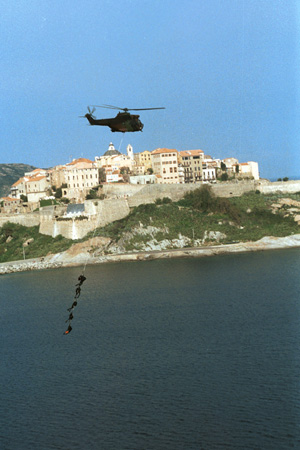
Aérocordage de membres de la Légion étrangère.

L'ALAT comprend au 1er décembre 2010 :

#### Commandement de l'aviation légère de l'Armée de terre (COMALAT)
Il est implanté à la base aérienne 107 Villacoublay.

#### Division aéromobilité ducommandement des forces terrestres
Elle est implantée à Lille. Elle comprend :
- le 1er régiment d'hélicoptères de combat (1er RHC) de Phalsbourg doté de 29 Sud-Aviation Gazelle, de 25 Sud-Aviation SA.330 Puma, de NH90 Caïmans depuis 2012 et de 20 EC665 Tigre (en 2020);
- le 3e régiment d'hélicoptères de combat (3e RHC) d'Étain était doté de 15 Gazelle, 9 Puma et 6 Caïman en 2023. Il recevra le H160 Guépard à l'horizon 2030.
- le 5e régiment d'hélicoptères de combat (5e RHC) de Pau doté de 19 Gazelle, 18 Puma, 7 Eurocopter AS-532 Cougar et 11 Eurocopter EC-665 Tigre.

#### ALAT «spécialisée»
Cette entité regroupe des unités ne relevant pas du commandement des forces terrestres pour remplir des missions particulières ; à l'exception du 4e régiment d'hélicoptères des forces spéciales, ces unités ne sont habituellement pas projetées :
- le 4e régiment d'hélicoptères des forces spéciales (4e RHFS) de Pau doté de 13 Gazelle, 5 Puma, 7 Cougar et 8 Eurocopter EC-725 Caracal (9 Puma, 6 Cougar et 10 Eurocopter EC-725 Caracal et 4 Tigre en 2012);
- l'escadrille de transport et de convoyage de matériel (ETCM) de Montauban du 9e bataillon de soutien aéromobile doté de 5 Pilatus PC-6 ;
- le détachement ALAT de Djibouti doté de 2 Gazelle et 5 Puma ;
- le détachement ALAT du Gabon doté de 4 Puma ;
- l'escadrille d'avions de l'Armée de terre (EAAT) basée à l'aérodrome de Rennes Saint-Jacques dotée de 8 Socata TBM-700[15] ;
- le groupement « AéroMobilité » de la section technique de l'Armée de terre (GAMSTAT) basée à Valence doté de 7 Gazelle, 3 Puma, 1 Cougar, 1 Tigre HAD et  1 NH90 TTH Caïman.

#### Les écoles de formation
- EALAT (École de l'ALAT) du Cannet-des-Maures (2e RHC) dotée de 25 Gazelle, 10 Puma, 13 Eurocopter AS-555 Fennec et EALAT de Dax (6e RHC) dotée de 36 Eurocopter EC120 Colibri.
- Ecole franco-allemande de formation des équipages Tigre (EFA Tigre) du Cannet-des-Maures (2e RHC).
- Centre franco-allemand du personnel technico-logistique Tigre (CFA-PTL Tigre) de Fassberg en Allemagne chargé de la formation des mécaniciens Tigre des deux nationalités Française et Allemande ;
- École Militaire Préparatoire Technique (EMPT) de Bourges (EMB) qui forme les futurs techniciens spécialisés de l'ALAT.

### Organigramme en 2025
Unités subordonnées au commandement de l'Aviation légère de l'Armée de terre de Metz :
| Unité | Abréviation                                           | Localisation                                      |
| --- | ----------------------------------------------------- | ------------------------------------------------- |
| Détachement avions de l'Armée de terre | DAAT                                                  | Saint-Jacques-de-la-Lande                         |
| École de l'aviation légère de l'Armée de terre - base école Général Lejay - base école Général Navelet - École franco-allemande de formation des équipages Tigre - Centre de formation inter-armées NH90 - Centre de formation franco-allemand pour le personnel technico-logistique Tigre | EALAT - BAGL - BAGN - EFA Tigre - CFIA NH90 - CFA PTL | Le Cannet-des-Maures, Dax et Fassberg (Allemagne) |

4e brigade d'aérocombat de Clermont-Ferrand :
| Régiments                                                             | Abréviation | Localisation     |
| --------------------------------------------------------------------- | ----------- | ---------------- |
| 1er régiment d'hélicoptères de combat                                 | 1er RHC     | Phalsbourg       |
| 3e régiment d'hélicoptères de combat                                  | 3e RHC      | Étain            |
| 5e régiment d'hélicoptères de combat                                  | 5e RHC      | Pau-Uzein        |
| 9e régiment de soutien aéromobile                                     | 9e RSAM     | Montauban        |
| 4e compagnie de commandement de transmissions et soutien d'aérocombat | 4e CCTSA    | Clermont-Ferrand |

Autres unités :
| Régiments                                                                                                 | Abréviation  | Fait partie de                           | Localisation     |
| --- | ------------ | ---------------------------------------- | ---------------- |
| 4e régiment d'hélicoptères des forces spéciales                                                           | 4e RHFS      | Commandement des actions spéciales terre | Pau-Uzein        |
| Groupement aéromobilité de la section technique de l'Armée de terre - dépositaire de l'étendard du 7e RHC | GAMSTAT      | Section technique de l'Armée de terre    | Valence-Chabeuil |
| Détachement ALAT de Djibouti                                                                              | DETALAT FFDJ | 5e régiment interarmes d'outre-mer       | Djibouti         |
| Groupe interarmées d'hélicoptères                                                                         | GIH          | Commandement des opérations spéciales    | Villacoublay     |

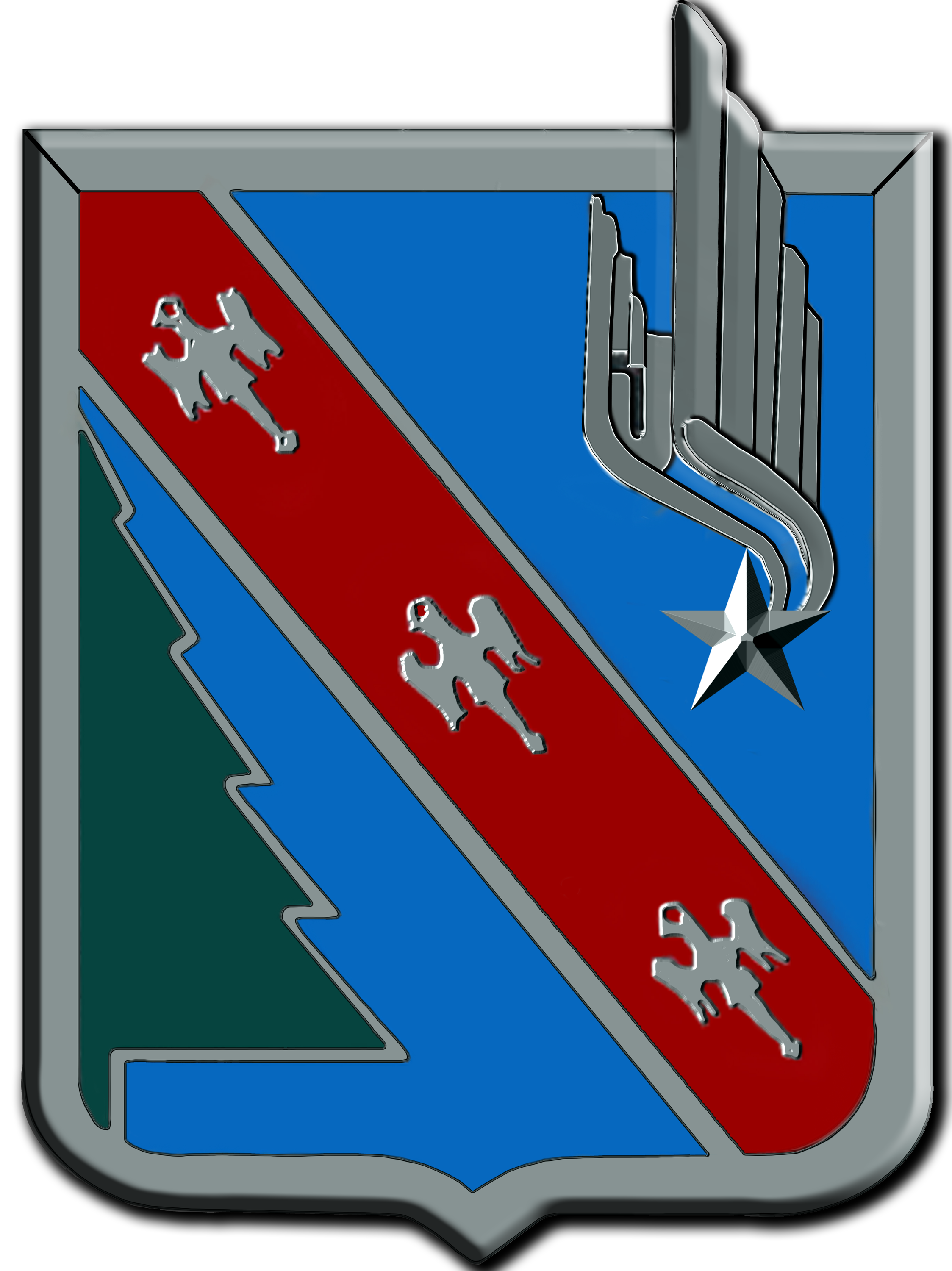
Insigne de la 4e BAC.

L'entretien des aéronefs dépend du service industriel de l'aéronautique depuis 2008.

### Régiments dissous
- 2e régiment d'hélicoptères de combat
- 4e régiment d'hélicoptères de commandement et de manœuvre
- 6e régiment d'hélicoptères de combat
- 7e régiment d'hélicoptères de combat

## Moyens

### Aéronefs
| Principaux aéronefs de l'aviation légère de l'Armée de terre en mai 2023 |                                                                                  |                           |       |
| Aéronefs                                                                 | Type                                                                             | En service (ou commandés) | Image |
| / Eurocopter EC-665 Tigre                                                | Hélicoptère de combat                                                            | 67                        |       |
| Airbus Helicopters H160M Guépard                                         | Hélicoptère de manœuvre et d'assaut                                              | 0 sur 80 commandés        |       |
| Sud-Aviation SA.342 Gazelle                                              | Hélicoptère de combat et de reconnaissance (allant être remplacé par le guépard) | 80                        |       |
| NHIndustries TTH90 Caïman                                                | Hélicoptère de transport (versions TTh et FS)                                    | 61 sur 74 commandés       |       |
| Airbus Helicopters H225M Caracal                                         | Hélicoptère de transport                                                         | 8                         |       |
| Aérospatiale AS.532 Cougar                                               | Hélicoptère de transport                                                         | 24                        |       |
| Sud-Aviation SA.330 Puma                                                 | Hélicoptère de transport                                                         | 25                        |       |
| Aérospatiale AS.555 Fennec                                               | Hélicoptère de formation et entrainement                                         | 18                        |       |
| / Eurocopter EC-120 Colibri                                              | Hélicoptère de formation et entrainement                                         | 36                        |       |
| Socata TBM-700                                                           | Avion de transport VIP                                                           | 9                         |       |
| Pilatus PC-6/B2-H4 Turbo Porter                                          | ADAC de transport léger et parachutage                                           | 5                         |       |

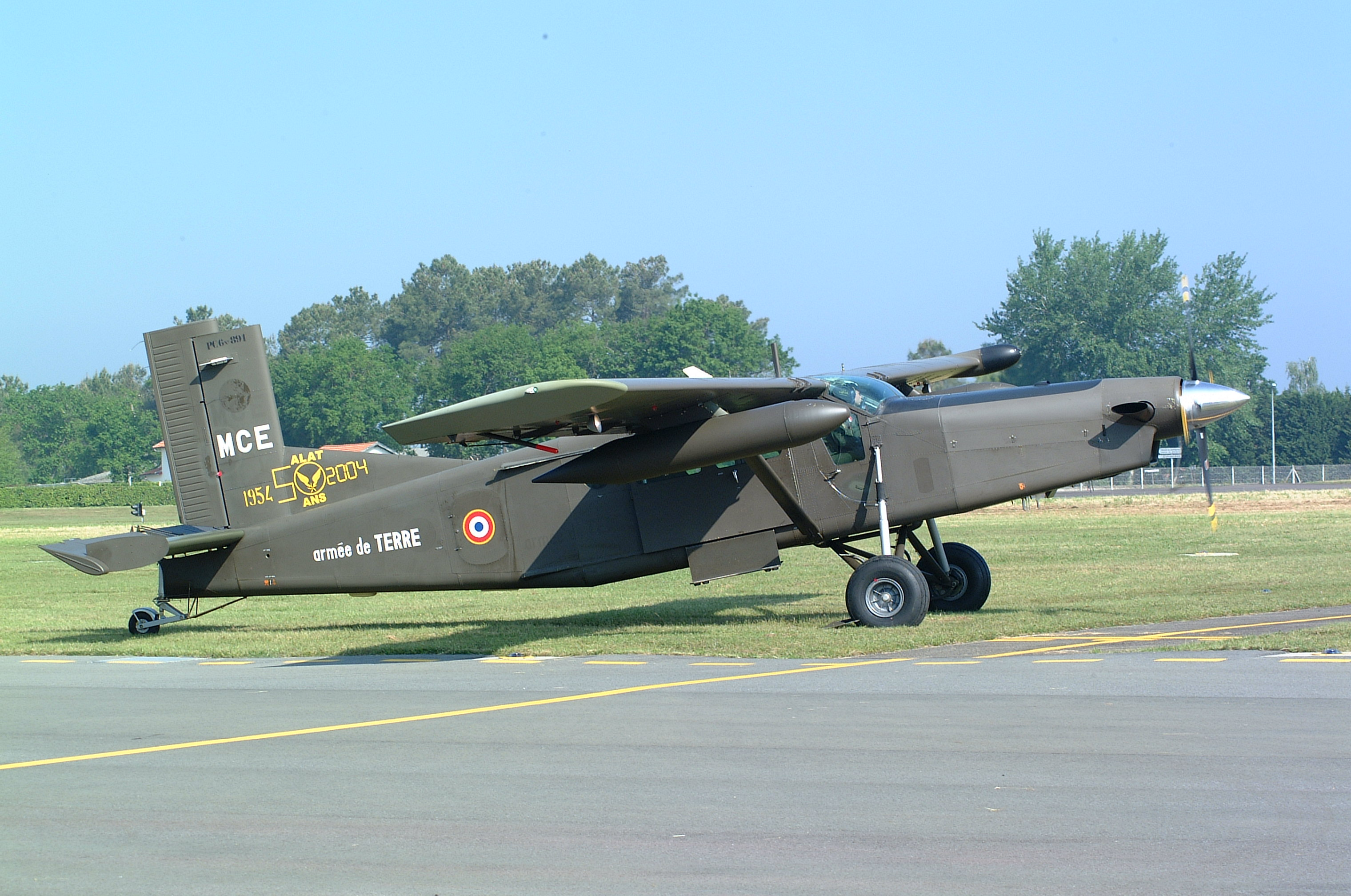
Un des Pilatus PC-6/B2-H4 Turbo Porter de l’ALAT en 2004.

L'ALAT sous-traite depuis décembre 2008 et pour une durée de 22 années à la société privée Hélidax la maintenance du parc aéronautique de l’école de l'aviation légère de l'Armée de terre  (EALAT) de Dax (de 14 000 à 22 000 heures de vol par an). À terme, Hélidax devrait acquérir 36 EC120 Colibri en remplacement des 55 SA.340 Gazelle en service à Dax jusqu'à la fin de l'année 2010. Ce nouvel hélicoptère est équipé de planche de bord tout écran (glass cockpit), à l'instar des Tigre et NH90.

### Moyens humains

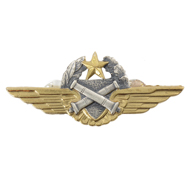
Brevet d'Observateur Pilote.
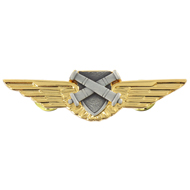
Brevet de mécanicien.
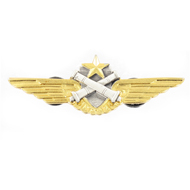
Brevet de pilote.

### Modernisation

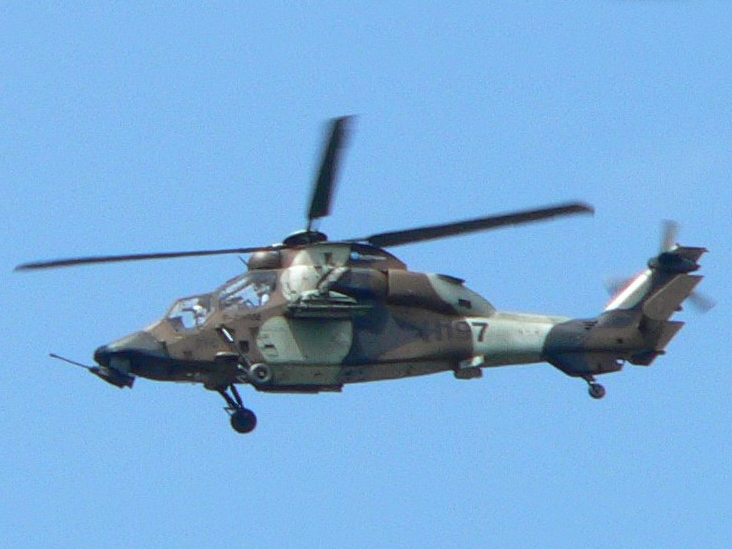
Un EC-665 Tigre.

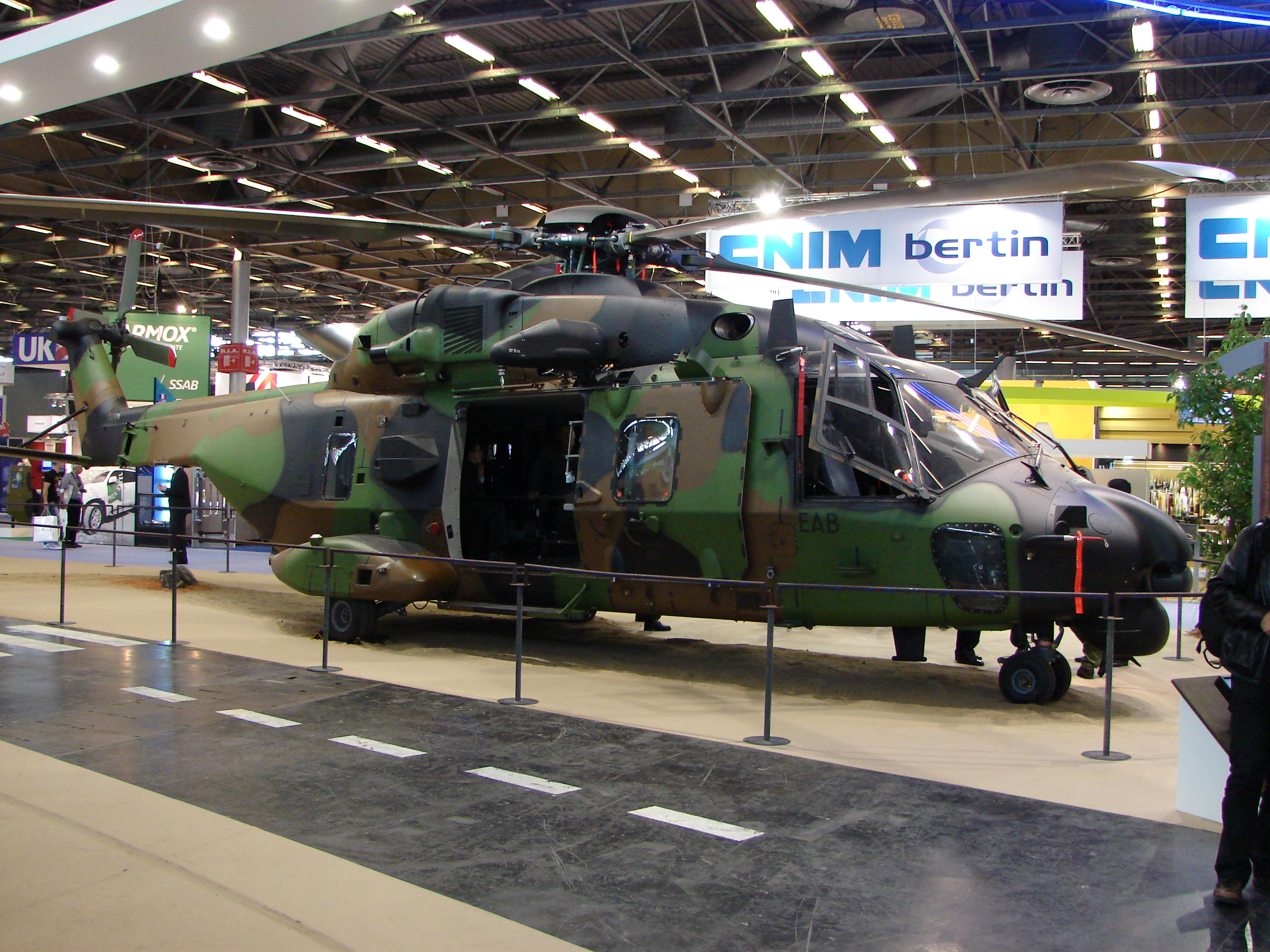
Un NH90 exposé à l'Eurosatory de 2012 que reçoit l'ALAT, ici son 2e exemplaire accepté en juillet 2012.

Au cours des années 2000, l'ALAT pâtit du vieillissement de son matériel, couplé au manque d'entraînement de ses équipages, sources d'incidents divers[réf. nécessaire]. Selon un rapport de l'Assemblée nationale de 2007, « le potentiel des principaux aéronefs apparaît en effet en nette diminution depuis 2004, la baisse s’accélérant en 2008 ».
En 2005, après une longue attente, l'ALAT reçoit progressivement les Tigre, premiers hélicoptères spécifiquement conçus pour le combat et développés en France. La commande initiale se chiffre à 80 exemplaires pour remplacer les Gazelle SA341 Canons et les Gazelle SA342 Mistral. Au 21 décembre 2012, le 40e Tigre HAP est livré tandis que le 1er Tigre HAD est certifié en janvier 2013. Un Tigre HAP a été perdu en Afghanistan. La livraison de cette commande s'étend jusqu'en 2020.
 (janvier 2012).

Les inquiétudes de l'Assemblée nationale concernent surtout le remplacement des hélicoptères de manœuvre : « Ceux aujourd’hui en service ne répondront plus aux normes européennes de circulation d’ici 2010. Dans la mesure où les premiers NH90 destinés à remplacer les Puma ne pourront pas être livrés avant 2011, il est indispensable de prolonger la durée de vie de certains appareils » (les Puma et Cougar ont un âge moyen de trente ans). Plus grave, leur remplaçant, le NH90 se fait lui-même attendre : 

« Seulement douze ont été déjà officiellement commandés. C'est-à-dire plus d'un an après la livraison à l'Armée allemande de ses trois premiers TTH-90 de série. Et alors même que l'Italie, la Grèce, l'Australie, la Suède, la Finlande et Oman ont déjà pris livraison de leurs premiers exemplaires de série. Une nouvelle commande, portant sur 22 supplémentaires, devrait être notifiée par Paris à l'industrie cette année. Et encore 34 de plus en 2010 ou 2011. Le tout permettant de livrer un tout premier TTH-90 fin 2011, puis 6 ou 7 en 2012. La cadence se stabilisant ensuite à une dizaine par an. D'ores et déjà s'instille le doute quant à la concrétisation du second lot de 35 machines à commander par tranches à partir de 2016 ou 2017. La cible de 133 TTH-90 étant tout sauf assurée. »

Le 30 janvier 2012, le ministre Gérard Longuet annonce que Paris exerce une option pour 34 NH90 en plus des 34 déjà commandés, en prenant livraison du premier NH90 en configuration opérationnelle finale à Marignane (sud de la France). « Cette livraison du premier NH90 TTH en configuration opérationnelle finale marque l'aboutissement du plus important programme européen d'hélicoptère jamais lancé en Europe », a déclaré Lutz Bertling, président d'Eurocopter, cité dans un communiqué. En mai 2013, l'option de 34 NH90 se transformait en commande ferme. Cela porte la commande à 68 NH90 au total. La fin des livraisons étant prévue en 2024.
Si « les Forces armées françaises souffrent, dans ces domaines, d’une faiblesse structurelle : l’aéromobilité tactique, à base d’hélicoptères et d’avions de transport tactique » (selon le Livre Blanc sur la Défense et la Sécurité nationale publié le 17 juin 2008), « l’effort en équipement doit viser à combler cette lacune, qui obère aujourd’hui l’efficacité et l’autonomie des forces françaises ». Le document recommande donc « la résorption du déficit capacitaire en aéromobilité (hélicoptères de manœuvre) » avec une flotte de 130 hélicoptères de manœuvre.
Ainsi, le général d'armée Bertrand Ract-Madoux, chef d'état-major de l'Armée de terre, déclare devant à l'Assemblée nationale le 17 octobre 2012 que l'Armée de terre sera incapable de projeter plus de quatre hélicoptères Caïman NH90 jusqu'à fin 2016.
En 2013, le projet de loi de programmation militaire 2014-2019 prévoit au terme de celle-ci une flotte inférieure de ce qui était annoncé dans le livre blanc de 2008 avec. :
- 140 hélicoptères d’attaque et de reconnaissance (59 Tigre, 81 Gazelle) ;
- 115 hélicoptères de manœuvre (38 NH90 Caïman, 43 Puma, 26 Cougar, 8 Caracal).

En 2015, sous l'effet des opérations en cours, la structure des armées se modifie et la LPM est réactualisée. Un nombre légèrement plus élevé que prévu d'appareils modernes est annoncé. En décembre 2015, un total de 67 Tigre au standard HAD est prévu en 2025 pour une production totale de 71 exemplaires.
La faiblesse et le retard des livraisons de NH90 conduisent à conserver les Puma en activité au-delà de 2025 : ces appareils auront près de cinquante ans. Les Cougar et les Caracal resteront en service au-delà de 2030.
En février 2015, l'équipement d'un total de 58 Gazelle Viviane et de 23 SA-342M de NumALAT est prévu, ces dernières devant être équipées de la minigun M134 ; ils doivent rester en service jusqu'aux années 2030.

## Traditions
Arme jeune puisque créée en 1954, ayant longtemps puisé ses références dans l'ensemble des armes dont étaient issus ses officiers, l'ALAT constitue aujourd'hui une fonction opérationnelle à part entière : l'« aéromobilité » de l'Armée de terre.
Totalement intégrée au combat des forces terrestres tout en possédant la particularité de pouvoir s'affranchir des contraintes du terrain, elle a pour vocation d'être l'arme de l'initiative et de l'urgence dont l'engagement permet d'emporter la décision[réf. souhaitée].

### Béret bleu roi
Depuis  1957, le béret bleu roi (ou : bleu cobalt) symbolise la dimension aérienne et constitue le principal symbole de l'ALAT. Il était jusqu'alors l'ancien béret des parachutistes métropolitains.

### Chant de l'ALAT
L'azur de nos bérets (1954-2017) :
I
Mécaniciens, pilotes, dans un semblable élan,
Inspectent poussent et sortent, sur leurs emplacements,
Les hélicos radieux et embarquent résolus,
À remplir audacieux, la mission attendue.
Refrain
Secourir, appuyer, en toutes circonstances,
Équipages de l'ALAT, au service de la France,
Sur les têtes alignées, évoquant son appel,
L'azur de nos bérets, nous dévoile le ciel.
Ô Sainte Clotilde, du péril garde-nous,
Demeure notre guide, du trépas défends-nous.
II
La turbine assoupie, lentement se réveille,
Puis rugit vibre et crie, ébranlant l'appareil,
Instruments et radios, savamment contrôlés,
Un geste du mécano, il s'éloigne tout est prêt.
III
Les visières abaissées, corps sanglés aux machines,
Tous les soldats sont prêts, et n'attendent qu'un signe,
Contrôleurs et pompiers, attentifs et sereins,
La piste est dégagée, de la tour l'ordre vient.
IV
La puissance est donnée, et s'arrachant du sol,
La patrouille formée, prend fière son envol,
Émergeant des nuées, dans un fracas strident,
Équipages au complet, sillonnent le firmament.
Aérocombattants (2017 - Maintenant) :
I
Issus du rêve fou des plus légers que l'air
Nous sommes héritiers du survol des rizières
Et de ces fiers anciens qui guidaient l'artillerie
Là-bas dans les djebels pour défaire l'ennemi.
Refrain
Aérocombattants au sol ou dans les cieux
Qu'avec nos camarades nous vainquions l'ennemi
Que sans cesse dans l'action nous soyons audacieux
Et que Sainte Clotilde préserve notre vie.
II
Aérocombattants de tous les horizons
Œuvrent pour la mission au risque du grand frisson
Aéro et trosol chargent à l'ennemi
Pour bouter l'adversaire très loin de leur pays.
III
Tournés vers l'avenir nous allons le chercher
Nous adaptant sans cesse quel que soit le danger
Aérocombattants emportés par l'élan
Rattachés à la terre mais fils de tous les vents.

### Étendard de l'arme
Il porte, cousue en lettres d'or dans ses plis, l'inscription « AFN 1952-1962 »,.

### Sainte patronne
Depuis 1994, l'ALAT a choisi sainte Clotilde pour patronne. C'est en effet à ses prières que Clovis aurait été victorieux à Tolbiac en « submergeant l'ennemi sous le feu du ciel », ce qui est précisément aujourd'hui la fonction des hélicoptères de combat de l'Armée française.

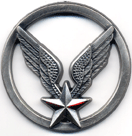
Insigne de béret.
Drapeau.